# Superintendencia de Salud
La Superintendencia de Salud (SuperSalud) de Chile es un organismo fundado en 2005 que tiene como funciones principales supervigilar y controlar a las Isapres y al Fondo Nacional de Salud (FONASA).

## Objetivos
- Tiene como objetivos controlar a las Instituciones de Salud Previsional (ISAPRE) y el Fondo Nacional de Salud (FONASA)
- Debe fiscalizar también a todos los prestadores públicos y privados de salud.

## Superintendentes
- Manuel Inostroza Palma (1 de enero de 2005-31 de marzo de 2010)
- Luis Romero Strooy (8 de julio de 2010-10 de diciembre de 2012)
- María Liliana Escobar Alegría (interina, 2012-2014)
- Sebastián Pavlovic Jeldres (marzo de 2014-junio de 2018)
- Enrique Ayarza Ramírez (subrogante, junio 2018-septiembre 2018)
- Ignacio García-Huidobro Honorato (1 de octubre de 2018-8 de abril de 2019)
- Patricio Fernández Pérez (8 de abril de 2019-30 de marzo de 2022)
- Victor Torres Jeldes (30 de marzo de 2022-presente)